# Антиох V Евпатор
Антио́х V Евпатор (др.-греч. Ἀντίοχος Ε' Εὐπάτωρ; ок. 173—162 до н. э.) — царь государства Селевкидов в 164—162 до н. э.. Сын Антиоха IV Эпифана.

## Биография
Антиоху было только 9 лет, когда он взошёл на престол после гибели отца в Персиде. Регентом при малолетнем правителе был назначен полководец Лисий, оставленный Антиохом IV для управления страной. Лисий пытался продолжать политику Антиоха IV, однако у него были серьёзные конкуренты-военачальники, так что его положение было крайне ненадёжно. Законный наследник престола Деметрий I Сотер, сын Селевка IV Филопатора и двоюродный брат Антиоха, находился в заложниках у римлян. Угрожая его освобождением, римский Сенат держал под контролем царя Сирии.
Попытка подавить мятеж Хасмонеев закончилась слабым компромиссом, несмотря на военную победу армии Селевкидов. В 162 г. до н. э. евреям была предоставлена религиозная автономия и прекращены религиозные гонения в обмен на признание власти сирийского царя.
После поражения в битве при Магнесии в 190 г. до н. э. Сирии по Апамейскому договору 188 г. до н. э. запрещалось иметь военный флот на Средиземном море и отряды боевых слонов. В исполнение этого договора римляне уничтожали суда и калечили слонов, продвигаясь по сирийской территории. Лисий не осмелился ничего предпринять против римлян, что вызвало негодование среди сирийцев, убивших римского посланника Гнея Октавия (консул в 165 году до н. э.) в Лаодикии в 162 г. до н. э. Также Лисий не оказал сопротивления и парфянам, когда они вторглись в восточные провинции страны. Положение дел в Сирии было выгодно Риму, ведь у власти находились малолетний монарх и регент, неспособные защитить границы государства и навести порядок внутри страны.
В 162 году до н. э. из римского плена бежал Деметрий I Сотер. Вернувшись на родину, Деметрий I убил Антиоха и Лисия и занял престол.